# Eliasbodarna
Eliasbodarna är ett naturreservat i Östersunds kommun i Jämtlands län.
Området är naturskyddat sedan 2017 och är 27 hektar stort. Reservatet består av barrskog på kalkrik, några gamla lövträd  och flera rikkärr.  I öster rinner Sandtjärnbäcken